# Reformierte Kirche Tartar

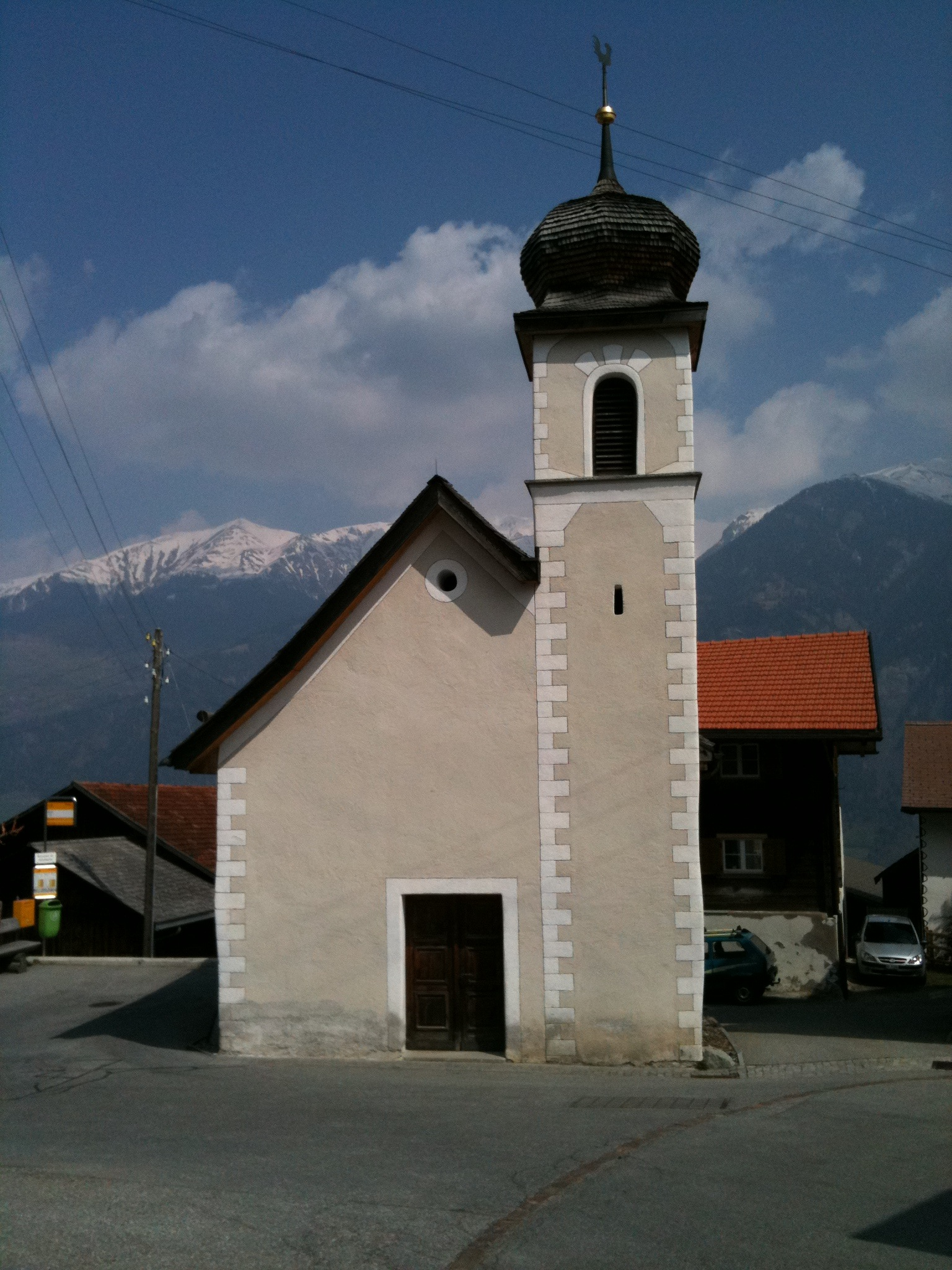
Reformierte Kirche Tartar

Die reformierte Kirche in Tartar am äusseren Heinzenberg ist ein evangelisch-reformiertes Gotteshaus unter dem Denkmalschutz des Kantons Graubünden.

## Geschichte und Ausstattung
Vor der Reformation, die Tartar im Jahrzehnt zwischen 1530 und 1540 annahm, war das Dorf dem Kloster Cazis kirchlich angeschlossen und tributpflichtig.
Die Kirche ist eine Saalkirche in der Größe einer erweiterten Stube. Seit den 1990er Jahren verfügt die Kirche über eine eigene Orgel, die rechts im Chor steht, während die Kanzel, die auf einen Schalldeckel verzichtet, links angebracht ist und ein Taufstein die Mitte besetzt.

## Kirchliche Organisation
Die Evangelisch-reformierte Landeskirche Graubünden führt Tartar als Predigtstätte der Kirchgemeinde Ausserheinzenberg. Die Pastoration erfolgt vor allem von der in Präz wohnhaften Pfarrperson her, darüber hinaus auch aus Cazis, mit dem der Ausserheinzenberg in Pastorationsgemeinschaft steht.